# Tour della nazionale maschile di rugby a 15 della Scozia 1998
Tra le due edizioni del 1995 e del 1999 della coppa del mondo di rugby, la nazionale di rugby XV della Scozia si è recata più volte in tour oltremare.
Nel 1998 su reca in Polinesia ed in Australia.
| Suva 26 maggio 1998 | Figi | 51 – 26 | Scozia |  |

| 31 maggio 1998 | Victoria | 12 – 43 | Scozia XV |  |

| Sydney 4 giugno 1998 | New Sotuh Wales | 10 – 34 | Scozia XV |  |

| Bathurst giugno 1998 | NSW Country | 13 – 34 | Scozia XV |  |

| Penrith 9 giugno 1998 | Australian Barbarians | 39 – 34 | Scozia XV |  |

| Sydney 13 giugno 1998 | Australia | 45 – 3 | Scozia | (Football Stadium) |

| Brisbane 16 giugno 1998 | Queensland | 27 – 22 | Scozia XV | (Ballymore Stadium) |

| Brisbane 20 giugno 1998 | Australia | 33 – 11 | Scozia | (Ballymore Stadium) |